# Anna Baríkova
Anna Pàvlovna Baríkova, rus: Анна Павловна Барыкова (Sant Petersburg, 22 de desembre de 1839 - Rostov del Don, 31 de maig de 1893) va ser una poetessa russa.
Va ser batejada amb el nom d'Anna Pàvlovna Kaménskaia, filla de Maria Kaménskaia i neta de Fiódor Petróvitx Tolstoi. Com a poetessa es va fer coneguda per un libel en vers que satiritzava sobre el tsar i per un volum de poesies dedicat a la misèria a les ciutats, amb què va guanyar-se la simpatia dels sectors revolucionaris russos. Als últims anys de la seua vida va simpatitzar amb les idees religioses de Tolstoi.